# ヴィレッジヴァンガード (書籍・雑貨店)
ヴィレッジヴァンガード (Village Vanguard) は、愛知県名古屋市名東区に本社を置く株式会社ヴィレッジヴァンガードコーポレーション (Village Vanguard Co., Ltd.) グループによって展開されている書店である。2025年5月31日現在、店舗数は293店舗（直営290店＋FC3店）となっている。略称は「ヴィレヴァン」、「ヴィレッジ」。

## 概要
書籍以外にも幅広い雑貨を扱う複合型書店であり、売れ筋商品と共に趣味性の高い商品を中心に扱う。「遊べる本屋」をキーワードに、書籍、SPICE（雑貨類）、ニューメディア（CD・DVD類）を融合的に陳列して販売する。
2003年、JASDAQに上場。
2019年5月、名古屋テレビ放送（メ～テレ）にて岡山天音が主演を務めるヴィレッジヴァンガードを舞台にしたドラマ『ヴィレヴァン!』が放送された。撮影地には名古屋、都内の店舗が使われている。ドラマの設定上は、愛知県名古屋市天白区の本店が舞台であるが、店内ロケは主に東京都の三軒茶屋店で行われた。

## 創業

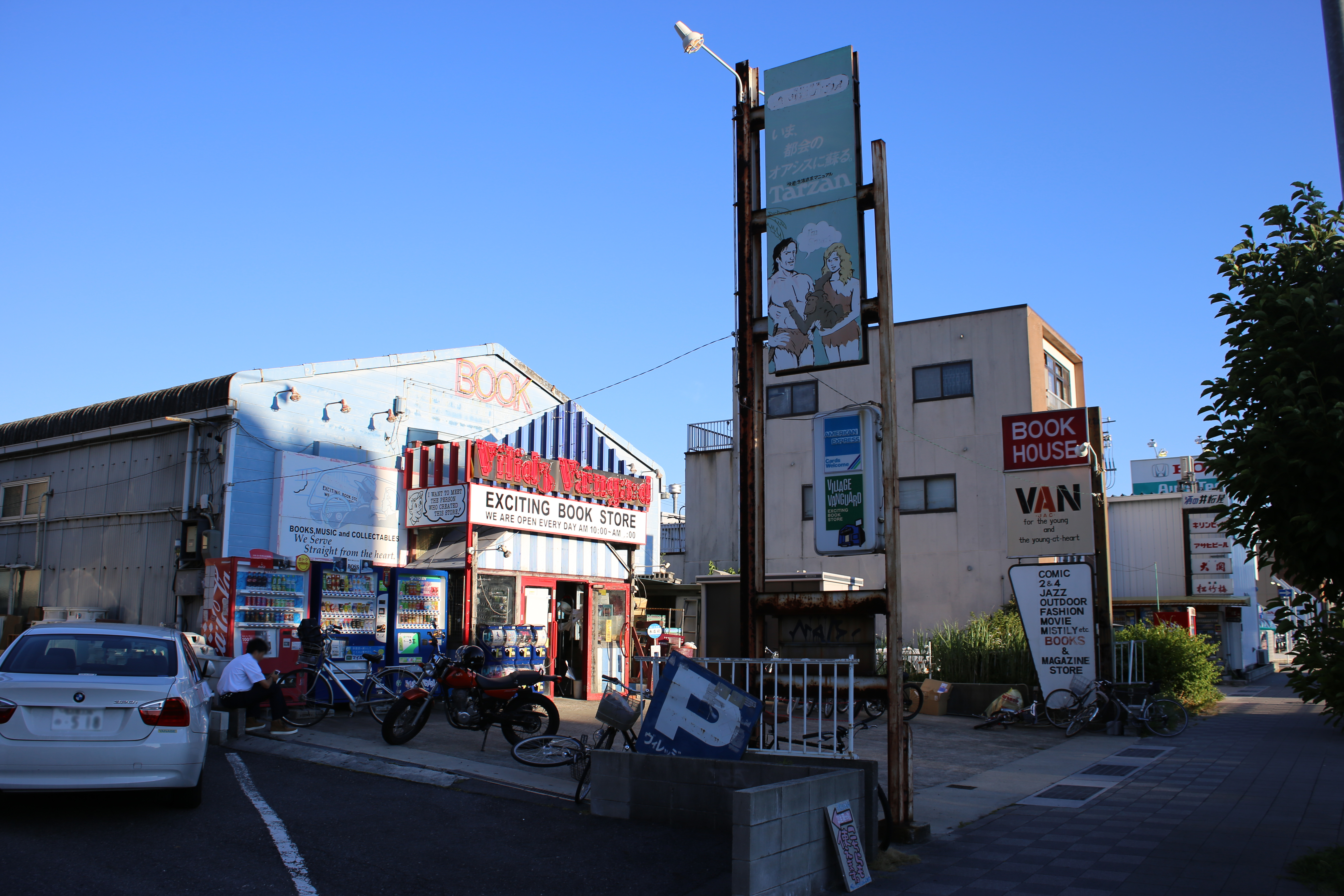
ヴィレッジヴァンガード本店（2015年6月）

1986年に菊地敬一が個人商店として創業。菊地が「自分が客だったら」という発想で愛知県名古屋市天白区で開店したのが始まり。
創業にあたって範とされたのは、かつて大和田康司（俳優の大和田伸也と大和田獏の兄）が1977年から名古屋市名東区で経営していた書店、「ブックショップ大和田」である。 東京の出版社に勤務の大和田の後輩でもあった菊地敬一は、「ヴィレッジヴァンガード」を始める以前に、出版社を脱サラして大和田の誘いで名古屋の「ブックショップ大和田」に入社し、働きながら陳列の仕方など本屋のノウハウを学び、1980年に2号店の店長を任された。大和田から2号店を「自分で自由に好きなように経営していい」と言われた菊地は、木造りのカントリー調の外見の店に仕上げたり、車やアウトドアなど趣味性の高い本を数多く揃えたり、BGMにジャズを流したり、本だけではなく雑貨を置くなど、個性的な店づくりを行った。これが、後の「ヴィレッジヴァンガード」の経営で生かされる。
夫婦で始めた天白区の1号店は中古の農業用の倉庫を利用したロフト風だったが、これは菊地が当時名古屋市内にあった「MGミゼット」と言う喫茶店を訪れたとき、倉庫のような大きな空間にMGミゼットの車などが置かれ、広い天井にシーリングファンが取り付けられた店の雰囲気が気に入ったことによる。倉庫を利用したビリヤード台やジュークボックスやコミックや雑貨など置いて、いつかMGミゼットの車も譲り受け、インテリアとして店内に置き、自由で開放的なロフト風の本屋をやりたいと思ったのである。また中古の農業用の倉庫は格安であり、店を始めるうえで、当初お金がなかった菊地には好都合の物件であったと言う。
なお店名の名前の由来はジャズ好きでもある菊地が、当初、本屋でジャズのライブをやるのが夢だったことから、ニューヨークにあるジャズクラブ「ヴィレッジ・ヴァンガード」の名から名付けられた。また菊地が好んだジャズ・ミュージシャンのソニー・ロリンズの『ヴィレッジ・ヴァンガードの夜』やビル・エヴァンスの『サンデイ・アット・ザ・ヴィレッジ・ヴァンガード』などのライブ・アルバムの名からも影響も受けている。
当初店内でドラムを叩いたとき、ドラムの音が倉庫造りの店内に大きく反響し失敗してしまう。店でジャズのライブの催行こそ断念したものの“ヴィレッジヴァンガード”の店名や、ジャズのBGMを店内で流すなど、「ジャズのある店」の雰囲気は残した。

## 特色
書店でありながら、書籍と文房具だけではなく業種の異なる商材を並べて陳列する売り方は、今でこそ珍しくなくなったが、この会社が創業した1986年当時としてはかなり斬新なアイディアだったといえる。業態の模範となったのは前述の通り「ブックショップ大和田」であるが、創業者菊地の生まれ育った北海道新得町には酒屋がタバコやお菓子といっしょに書籍も売っているという業態の店しかなかったことも関係している。
菊地はヴィレッジヴァンガードの店のコンセプトを表すキーワードは「サブカルチャー」、「アコースティック」、「アンプラグド」、「アナログ」、「ネイチャー」、「アメリカンポップカルチャー」、「ノスタルジー」、「おしゃれ」などとしており、キーワードのひとつ「ノスタルジー」では、古いジャズや、オールディーズなどの音楽を演出効果をあげるためにBGMで店で流したり、昔の懐かしいアメリカのものを置いたり、雑誌などではカーグラフィックのバックナンバーを並べたり、中心にあるのは洗練されたものばかり集めた「ミュージアムショップ」で、さらに、サブカルチャーとか、ノスタルジーとか、おしゃれとか、幾つかのキーワードで表現される「ヴィレッジヴァンガード」テイストがコアになっており、「気持ちの悪いもの」やある種の「ダサさ」が商売には必要で、その方が面白くなり、洗練されたものと気持ち悪いものの線の引き方が、「ヴィレッジヴァンガード」のノウハウだと言う。

### 店舗

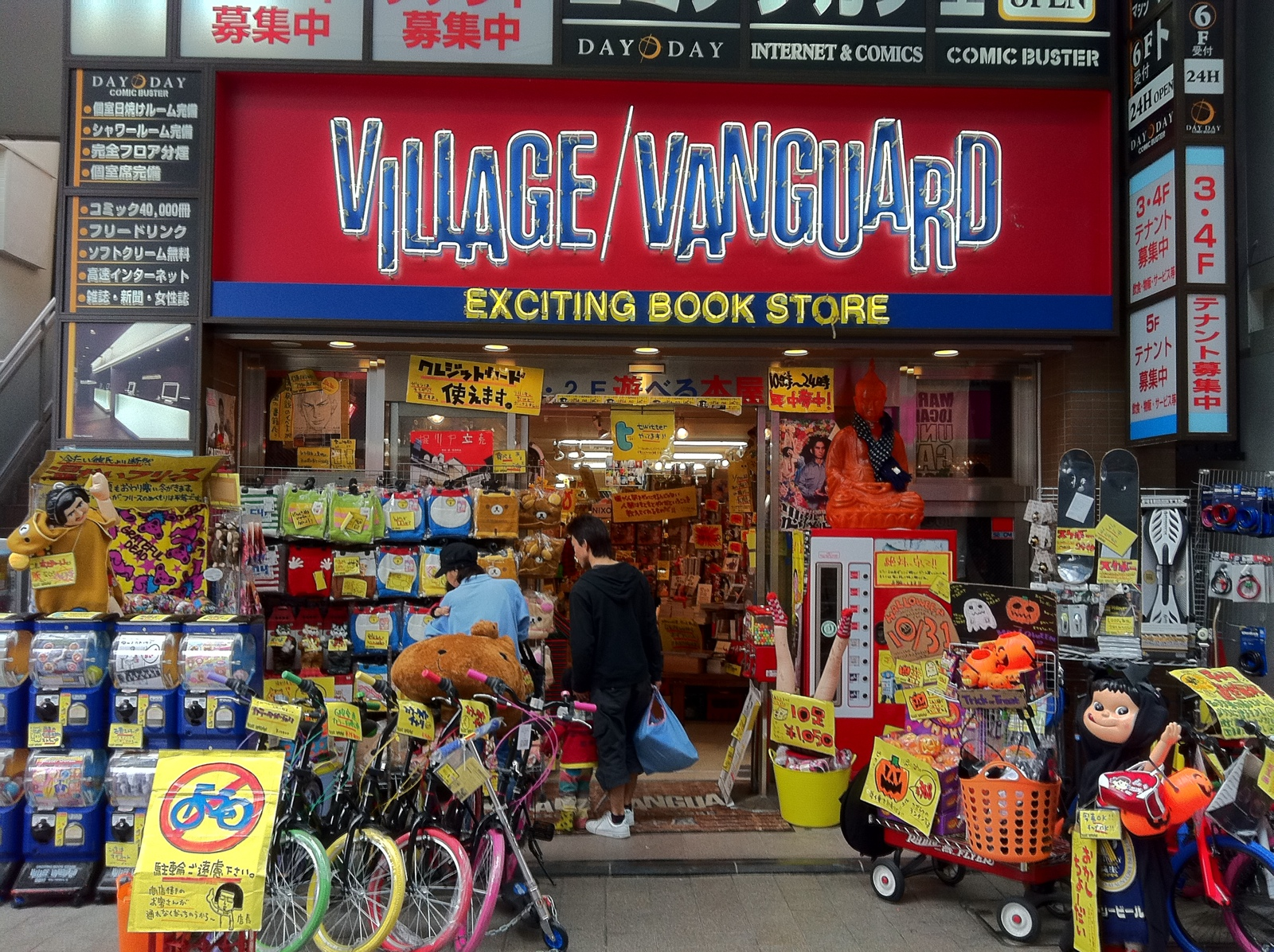
一般的な店舗外観
（東京・高円寺店、2010年10月撮影。）

1号店を始め名古屋市内及び愛知県内にあった初期店舗は主に倉庫を利用したロフト風だった。ジュークボックスやビリヤード台などが置かれ、ジャズやブルースなどの音楽、映画、車、オートバイ、登山関連、アメリカンカウンターカルチャー、マニアックなコミックなど普通の書店ではあまり見かけないような趣味性の高い本、BRUTUSやモノ・マガジンなどの雑誌から、色んな雑貨を扱っていた。
また当時、社員やアルバイト店員は元は客であった。商品は担当者の裁量による装飾的な陳列をされ、店舗ごとに異なったレイアウトになっている。後述するPOPや陳列方法で来店意欲を高めている。下北沢店や吉祥寺店などはサブカルチャーの殿堂のような佇まいで、ヴィレッジを象徴する店舗と言われる。現在はショッピングモールを中心にテナント出店を進めている。

### 他品目の商材を混在させた陳列
店内において「書籍コーナー」、「SPICEコーナー」、「ニューメディアコーナー」のようにその品目別に売場を構成するのではなく、「映画コーナー」、「クルマコーナー」、「インテリアコーナー」等、ジャンル別に売場を構成しそのジャンルにふさわしい各品目の商品を混在させて陳列、販売。

### 商品の関連性を重視した陳列
書籍は出版社やシリーズ、文庫や新書等の版形、SPICEに関してはキーホルダーやTシャツ等といった、その商品形態に縛られた陳列を行っていない。「何に関する本なのか」あるいは「何をモチーフにしたキーホルダーなのか」等といったように、その商品の内容を重視し、その内容にふさわしい商材を複合的に陳列して販売。

### 「楽しさ」を感じさせる売場空間の創造
顧客に対してより効果的に商品特性を伝えるためのPOP(各店員の個性・感性によって各人が工夫を凝らして手書きする商品説明書)を作成することで、その商品の魅力を伝えるだけではなく、顧客が店舗そのものに対しても楽しさを感じられるような売場空間の創造に尽力。

### 人材採用
顧客から、従業員になることを強く希望するアルバイト従業員を採用。その後、アルバイト従業員に対する様々なOJTにより店舗運営に必要な知識を身に付けた者を正社員候補のアルバイト従業員と認定。さらに、その中から優秀な人材をアルバイト店長として採用し、その中から充分な実績を残した者を正社員として採用。

### 人材育成システム
現場が顧客ニーズを最も正確に把握していると考えているため、仕入や商品構成など店舗運営に関わる重要な権限の大部分を店長に委譲。このことにより、チェーンストアでありながら店舗ごとに個性（店舗のバリエーション）を持つことが可能となっている。その反面、店長には書籍やSPICEなどの多種多様な商品知識や、店舗運営者としての高い判断能力が必要となる。

### 特徴的な仕入れ法
かつては「POS無し、値引きなし」を標榜し、担当者の経験を頼りに仕入れを行い、大量仕入れによる値引きは行われないという方式が取られていた。2012年5月からはPOSシステムが導入され、店舗ごとの販売データをマーケティングに活用している。

### SPICE
ヴィレッジヴァンガード独自の呼称であり、輸入雑貨、玩具、服飾品、生活雑貨等の、書籍及びニューメディア（CD・DVD類）以外の商品を指す。「SPICE」とは、SELECT…えり抜きの・選ばれた、POP…ポピュラーな・華々しい、INTELLIGENCE…知性的な、CULTURAL…文化的な、ENTERTAINMENT…楽しみ・楽しませる、という雑貨類を形容する5語の頭文字を組み合わせた造語。また主要商品である書籍を引き立てるためのスパイスであるという意味も持たせている。

### 書籍
書籍販売が主業ではあるが、売上げの割合では多くない。店舗にもよるが、書籍は全売上げの3割までに留まっている。一般的な書店と違い、新刊、雑誌の類を極力置かず、各部門の担当者の嗜好による仕入れが行われ、「遊べる本屋」を体現する一面となっている。サンクチュアリ・パブリッシング、幻冬舎、いろは出版等の大手出版社以外の書籍が多く扱われる傾向がある。通常の書店と同じく、取り寄せ注文が可能。

### 雑貨
CDを含めた雑貨は、全売上げの7割以上を占める重要な取り扱い商品である。加えて、書籍とは違い粗利率が高い商品も多く、一般的な書籍専門店よりも収益性が高い要因ともなっている。
インテリア、アパレル、菓子、玩具などを扱い、幼児から高齢者まで幅広い顧客へ普段見ることのない商品を提供する。取り扱う商品は、高級嗜好よりもマニアックだったりトリッキー、キッチュな物を売りにしているものが多い。

### POP
黄色地に緑色の縁取り、右下にロゴマークの入った専用の用紙に描かれた独特のユーモラスな文章で商品の特徴を端的に説明する。このPOPはヴィレヴァンの最も特徴的な一面であり、商品を高く評価するものから販売しておいてディスるものまでさまざまで非常に人気がある。提示される内容は、商品を見た担当者の印象に基づく。
菊地敬一は1号店を始める前からPOPが決め手になると考え、どの様に商品を陳列して商品を伝えるのかに注力していた。POPは全て菊地が書くのではなく社員に任せ、「とにかく面白い事を書いて、楽しく儲けよう」とだけ伝えている。菊地曰く、心に響くPOP を書くコツは「短く・考えるな・書を入れろ」で、多少ふざけていてもポイントをついて、商品の説明がきちんとしていればいいとしている。
1号店創設当初のエピソードとして、まずくて食べられないようなあるアメリカのお菓子を店に置いた時、半ばやけくそで「まずい！めちゃくちゃまずくて罰ゲーム用」と書いたら飛ぶように売れたという。

## 沿革

### 創業期 - 成長期
- 1986年（昭和61年）12月 - 愛知県名古屋市天白区に一号店開店[5]。
- 1988年（昭和63年）6月 - 名古屋市緑区にてプールバーを利用した2号店を開店（すでに閉店）。
- 1993年（平成5年）3月 - 愛知県愛知郡長久手町（現・長久手市）に入口が階段を上がって下るスタイルのEAST店を開店[注釈 2]。
- 1995年（平成7年）- 名古屋市名東区に、喫茶店「MGミゼット」のマスターから譲ってもらった、MGミゼットのオープンカーやオートバイをインテリアとして店内に置いたPAPA店を開店（2014年に閉店）。
- 1996年（平成8年）- 10店舗に拡大。神戸ハーバーランド店を開店し、関西に進出。
- 1997年（平成9年）- ラフォーレ小倉店（九州進出）、札幌店（北海道進出）、リズム店（関東進出）。
- 1998年（平成10年）- 株式会社ヴィレッジヴァンガードコーポレーションを設立。
- 2000年（平成12年）- ラフォーレ松山店を開店し、四国進出。
- 2002年（平成14年）- 店舗数が100店突破。
- 2003年（平成15年）
  - 2月 - 飲食店事業に参入。ハンバーガーショップダイナー阿佐ヶ谷店をオープン[16]。
  - 4月 - JASDAQ上場。日本証券業協会に店頭登録銘柄として登録[3]。
  - 11月 - ジグノシステムジャパンとの共同で、携帯電話端末を用いて当社の商品が購入できるECサービス「ヴィレッジヴァンガードモバイル」を運営開始[11]。
- 2005年（平成17年）1月 - 定番商品の一括仕入によるスケールメリットを得て、 更なるコストダウンを図るため、営業推進部（物流部門）を本格稼働。社内営業部員による店舗への商品案内を実施[17]。
- 2006年（平成18年）6月 - 新店売上不振による営業利益の低下、既存店購買顧客数の低下、既存店による 営業キャッシュ ・フローの悪化、下期既存店商品回転率が悪化。一方で売上高の昨年対比を指標としており、出店を加速[18]。
- 2007年（平成19年）5月 - 中南米やアジア各国の民芸品や雑貨の販売、オリジナル衣料雑貨の製造・販売を手掛けている株式会社チチカカを連結子会社化。
- 2008年（平成20年）
  - 8月 - ECサービスの提携先を株式会社アイ・エム・ジェイに変更。名称を「ヴィレッジヴァンガードオンライン」に変更。リニューアルコンセプトは「ひっくり返したおもちゃ箱をさりげなく整理したお店」[19]。
  - 9月 - 連続増収記録が90か月でストップ[20]。
- 2009年（平成21年）9月 - Era-Bee Limitedとの合弁でVillage Vanguard (Hong Kong) Limitedを設立[21]。
- 2010年（平成22年）
  - 3月 - 担当エリアを専任でマネジメントする専任エリアマネージャー制度導入[22]。
  - 5月 - 本社を名古屋市名東区上社一丁目901番地[注釈 3]に移転[3]。
  - 8月 - 代表取締役を１名増員。創業者の菊地敬一が代表取締役会長に就任。白川篤典が代表取締役社長に就任。
  - 10月 - 大阪証券取引所JASDAQ市場、同取引所ヘラクレス市場及び同取引所NEO市場の各市場の統合に伴い、大阪証券取引所JASDAQ（スタンダード）に株式を上場。
- 2011年（平成23年）
  - 3月 -「ヴィレッジヴァンガードオンライン」事業を株式会社化。株式会社Village Vanguard Webbed設立。
  - 4月 -「ヴィレッジヴァンガードオンライン」の提携先をチームラボに変更し、ECサイト「ヴィレッジヴァンガード オンラインストア」をリニューアル[23]。
- 2012年（平成24年）
  - 4月 - TITICACA HONGKONG LIMITEDを香港に設立。香港での販売を開始[3]。
  - 5月 - POSシステムを導入、店舗ごとの販売データをマーケティングに活用[13]。
  - 9月 - アウトレット店舗「ヴィンテージヴァンガード」（VINTAGE VANGUARD）をイオンモール名古屋みなとに開店。
  - 11月 - 株主優待制度を新設。
- 2013年（平成25年）
  - 3月 - グループ店舗数500店舗達成[3]。
  - 5月 -「インターネットで僕らが本当に住みたい部屋を探せるようにする」をコンセプトに、ヴィレッジ不動産を5月7日に公開。
  - 6月 - V&T TRADING (SHANGHAI) CO., LTD.を上海に設立。中国での生産・販売を開始[3]。
  - 7月 - 大阪証券取引所の現物市場が東京証券取引所に統合されたことを受け、東証証券取引所（JASDAQスタンダード）に株式を上場。

### 衰退期（赤字転落以降）
- 2013年（平成25年）7月 - 赤字転落。たな卸資産に係る収益性の低下を踏まえて、たな卸資産の評価基準の見直しを実施。「仕入から一定の年数を経過した場合に、100％帳簿価額を切り下げる方法」より「過去の販売実績及び今後の販売予測を考慮し、段階的に簿価を切り下げていく方法」へ変更したことで特別損失として46億91百万円計上[24]。
- 2014年（平成26年）
  - 5月 - 三菱東京UFJ銀行をアレンジャー兼エージェント、三井住友銀行とみずほ銀行をコ・アレンジャーとする銀行団との間で、総額25億円のタームローン契約を締結[25]。
  - 7月 - 商品構成の変化に伴う売上原価率の上昇、及び支払手数料等の販売費及び一般管理費が増加したことから10億円の赤字に[25]。
- 2015年（平成27年）
  - 1月 - アウトレット事業部、ホームカミング事業部を新設[26]。
  - 6月 -
    - 三井住友銀行をアレンジャー兼エージェントとする銀行団との間で、総額26億円のシンジケートローン契約締結[27]。
    - 台湾事業から撤退。Village Vanguard（Taiwan）Limitedを清算[28]。

  - 9月 - 子会社である株式会社Village Vanguard Webbedが、ヴィレッジ不動産事業を株式会社シースタイルへ事業譲渡[29]。
  - 10月 - SHIBUYA DESEOとのコラボレーションで渋谷区桜丘町に「DESEO mini with VILLAGE VANGUARD」を出店[30]。
- 2016年（平成28年）
  - 4月 - 子会社である株式会社チチカカが債務超過[31]。
  - 6月 -
    - 子会社である株式会社チチカカのネクスグループへの売却を決定[32]。
    - 主力事業であるVillage Vanguard店、ネット通販事業の株式会社ヴィレッジヴァンガードウェブドに経営資源を集中と発表[33]。

  - 7月 -
    - 株主優待制度内容を変更。お買物券10000 円分の使用について「お買い上げ税込2000 円毎に1枚（1000 円）のみ」に制限 [34]。
    - イベントの企画運営、アナログ及びデジタルコンテンツの企画制作、ライセンス管理事業を定款に記載[35]。

  - 10月 - Hong Kong事業撤退。香港での店舗営業を終了[28]。
  - 11月 - 三菱東京UFJ銀行をアレンジャー兼エージェントとする26億円のシンジケートローン契約を締結[36]。
  - 12月 - ホームカミング事業部が新業態「こととや」の店舗をオープン。「食」と「コト」のセレクトショップ。『「事」と「家」食を通した喜び、育て、繋がり、共感…そんな「食」に裏にある「事」需要に溢れた明るい「家」のような存在でありたい』がテーマ[37][38]。出店計画立案は1号店での収益性検証後[39]。
- 2017年（平成29年）
  - 1月 - 通期業績予想の修正を発表。経常を83％下方修正。17年5月期第2四半期累計（6-11月）の連結経常損益は赤字幅拡大[40]。
  - 2月 - ネット通販事業の株式会社ヴィレッジヴァンガードウェブドが、クラウドファンディング・プラットフォーム「CAMPFIRE」を運営する株式会社CAMPFIREと共同で商品企画の募集、資金調達、商品販売ができる取組を開始[41]。
  - 3月 -
    - 株式会社チチカカより連結子会社に対する訴訟の提起[42]。
    - 旗艦店であった渋谷宇田川店が閉店。

  - 8月 - 飲食店「ヴィレッジヴァンガードダイナー」（13店）、食料品店「HOME COMING」「こととや」（計8店）、他社とのコラボレーションによる飲食店「コラボカフェ」（1店）（各店舗数は2017年5月末時点）を会社分割（簡易吸収分割）し、As-meエステール株式会社傘下のヴィレッジヴァンガードプレース株式会社へ継承[43]。
- 2019年（令和元年）6月 - 持株会社体制へ移行。小売事業を株式会社ヴィレッジヴァンガードに継承。

## 株式会社ヴィレッジヴァンガードによる新業態

### ヴィレッジヴァンガードダイナー
業態の多角化を企図して、2003年（平成15年）2月に飲食店事業に参入。東京都杉並区の阿佐ケ谷駅前にハンバーガーショップ「ヴィレッジヴァンガードダイナー」1号店をオープン。2017年（平成29年）8月にAs-meエステールグループへ譲渡し、2021年（令和3年）3月以降はエステールホールディングス株式会社が運営する。2021年（令和3年）1月現在、吉祥寺、代田、荻窪、ルミネ町田、豊洲フォレシア、イオンモール幕張新都心、ペリエ千葉、越谷レイクタウン、長久手、イオンモール大高、プライムツリー赤池の計11店舗がある。

### new style
「ヴィレッジヴァンガード」よりもやや高い年代の顧客層をターゲットにしており、落ち着いた雰囲気の店舗デザインや、やや高めの価格帯設定が特徴。棚卸資産回転率と粗利益率の向上を目的とした商品構成及び陳列方法を再構築したアパレル、時計、雑貨等の店舗。テーマは｢大人になっても遊びたい!!｣。「ヴィレッジヴァンガード」隣接フロアへの出店が主だが、2021年頃より大挙閉店（「ヴィレッジヴァンガード」フロアへの吸収統合）が顕著になっている。

### QK
2006年（平成18年）3月に子供向け絵本・玩具・DVDや母親向け育児書などを組み合わせたファミリー層向けの新業態の店舗「QK」をイオンナゴヤドーム前ショッピングセンター（現・イオンモールナゴヤドーム前）に開店。

### ヴィンテージヴァンガード
2012年（平成24年）9月15日に、主に「売れ残り品」や「仕入れたのにほとんど売れなかった商品」を格安で販売するアウトレット店舗「ヴィンテージヴァンガード」（VINTAGE VANGUARD）をイオンモール名古屋みなとに開店。その後、「ヴィレッジヴァンガードアウトレット」「ヴィレッジヴァンガードZ」を出店。

## 関連会社および関連会社の新事業

### 株式会社チチカカ
中南米やアジア各国の民芸品や雑貨の販売と、これらの地域の衣服デザインを日本向けにアレンジしたオリジナル衣料雑貨の製造・販売を手掛けていた。2007年5月グループ入りし、2016年8月1日に金融情報配信会社フィスコ（ジャスダック上場）の親会社であるネクスグループに売却した。

### 株式会社ヴィレッジヴァンガードウェブド
オンライン事業の株式会社ヴィレッジヴァンガードウェブド（Village Vanguard Webbed）を設立。 クリエイター商品・限定商品が好調。（対前年120.2% 公式通販は151.9%）。

### ヴィレッジ不動産
2013年（平成25年）5月7日に「インターネットで僕らが本当に住みたい部屋を探せるようにする」をコンセプトに、株式会社Village Vanguard Webbedによって運営開始。2015年9月に株式会社シースタイルへ事業譲渡。

## 関連書籍
- 永江朗著 『菊地君の本屋』アルメディア、1994年、ISBN 4900913022 （創業期のルポルタージュ）
- 菊地敬一著 『ヴィレッジ・ヴァンガードで休日を』新風舎、2005年、ISBN 4797499621（エッセイ集）
- 山口いづみ著 『アカンサス』集英社（マーガレットコミックス）（v.v本店を模した雑貨屋「アカンサス」が舞台の漫画）
- 『THE VILLAGE VANGUARD』－ヴィレヴァン初の公式ガイド（Gakken Mook）
- 花田菜々子著 『出会い系サイトで70人と実際に会ってその人に合いそうな本をすすめまくった1年間のこと』　河出書房新社、2020年、ISBN 978-4-309-02672-5（ヴィレッジヴァンガードに勤めていた書店員の女性のエッセイ）